# 薛居正

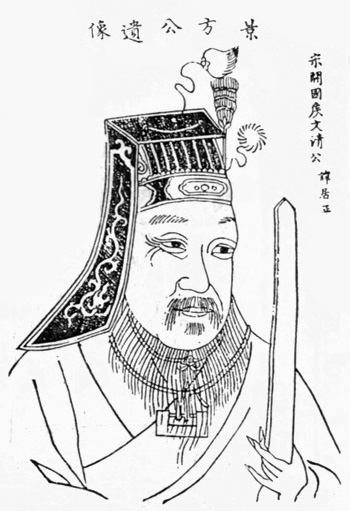
薛居正

薛 居正（せつ きょせい、乾化2年（912年）- 太平興国6年6月9日（981年7月12日））は、北宋の史学家。字は子平。諡は文恵。汴州浚儀県の人。

## 経歴
後唐の清泰年間に進士に及第する。後周の時代に刑部侍郎の官位に就いていた。宋の時代には、戸部侍郎に加え兵部侍郎・吏部侍郎に任ぜられた。開宝6年（973年）に参知政事・門下侍郎に上がった薛居正は、盧多遜・扈蒙らが命を受けて編纂した『五代史』を監修した。『五代史』はまたの名を『梁唐晋漢周書』といい、後に欧陽脩の『新五代史』と区別するため、『旧五代史』と改められた。
同平章事を経て太平興国4年（979年）に司空まで上がった。最期は丹砂の中毒で死んだ。太平興国6年（981年）に70歳で没した。著書に『文恵集』がある。